# 卡拉科雷
卡拉科雷（Karakore 或 Kara Kore）是埃塞俄比亞東北部阿姆哈拉州北施瓦地區的小鎮，座標10°29′N 39°56′E / 10.483°N 39.933°E，海拔1,696米。根據埃塞俄比亞中央統計局2005年的人口普查資料，卡拉科雷人口約7,487，其中男性3,795人，女性3,692人。 卡拉科雷是1961年群震的震央，6月1日的主震的黎克特制地震震級是6.7，鎮內超過45%房屋倒塌，這次地震是埃塞俄比亞20世紀最嚴重的地震。